# Fonction de Hilbert-Samuel
En algèbre commutative, la fonction de Hilbert-Samuel (du nom de David Hilbert et Pierre Samuel), d'un module de type fini non nul {\displaystyle M} sur un anneau local noethérien commutatif {\displaystyle A} et un idéal primordial {\displaystyle I} de {\displaystyle A} est la fonction {\displaystyle \chi _{M}^{I}:\mathbb {N} \rightarrow \mathbb {N} } définie pour tous {\displaystyle n\in \mathbb {N} } par :
{\displaystyle \chi _{M}^{I}(n)=\ell (M/I^{n}M)}
où {\displaystyle \ell } désigne la longueur sur {\displaystyle A}. Elle est liée à la fonction de Hilbert du module gradué associé {\displaystyle \operatorname {gr} _{I}(M)} par l'identité :
{\displaystyle \chi _{M}^{I}(n)=\sum _{i=0}^{n}H(\operatorname {gr} _{I}(M),i).}
Pour {\displaystyle n} assez grand, elle coïncide avec une fonction polynomiale de degré égale à {\displaystyle \dim(\operatorname {gr} _{I}(M))}, souvent appelé polynôme de Hilbert-Samuel (ou polynôme de Hilbert).

## Exemples
Pour l'anneau de séries formelles de puissances à deux variables {\displaystyle k[[x,y]]} pris comme un module sur lui-même et l'idéal {\displaystyle I} générés par les monômes {\displaystyle x^{2}} et {\displaystyle y^{3}}, on a :
{\displaystyle \chi (1)=6,\quad \chi (2)=18,\quad \chi (3)=36,\quad \chi (4)=60,{\text{ et en général }}\chi (n)=3n(n+1){\text{ pour }}n\geq 0.} 

## Limite de degré
Contrairement à la fonction de Hilbert, la fonction de Hilbert – Samuel n'est pas additive sur une séquence exacte. Cependant, il près de l'être en conséquence du lemme d'Artin – Rees. On note {\displaystyle P_{I,M}} le polynôme de Hilbert-Samuel, qui coïncide avec la fonction de Hilbert-Samuel pour les grands entiers.
Théorème — Soit {\displaystyle (R,m)} un anneau local noethérien et I un m-idéal primordial. Si : 

{\displaystyle 0\to M'\to M\to M''\to 0}

est une séquence exacte de R-modules de type finie, et si {\displaystyle M/IM} est de longueur fini, alors on a :

{\displaystyle P_{I,M}=P_{I,M'}+P_{I,M''}-F}

où F est un polynôme de dégré strictement inférieur à celui de {\displaystyle P_{I,M'}} et ayant le même coefficient dominant. En particulier, si {\displaystyle M'\simeq M}, alors le degré de {\displaystyle P_{I,M''}} est strictement inférieur à celui de {\displaystyle P_{I,M}=P_{I,M'}}.
Preuve : En tensoriant la séquence exacte donnée avec {\displaystyle R/I^{n}} et en calculant le noyau, nous obtenons la séquence exacte :
{\displaystyle 0\to (I^{n}M\cap M')/I^{n}M'\to M'/I^{n}M'\to M/I^{n}M\to M''/I^{n}M''\to 0,}
ce qui nous donne :
{\displaystyle \chi _{M}^{I}(n-1)=\chi _{M'}^{I}(n-1)+\chi _{M''}^{I}(n-1)-\ell ((I^{n}M\cap M')/I^{n}M')}.
Le troisième terme à droite peut être estimé par Artin-Rees. En effet, d'après le lemme, pour un grand n et un certain k,
{\displaystyle I^{n}M\cap M'=I^{n-k}((I^{k}M)\cap M')\subset I^{n-k}M'.}
Ainsi,
{\displaystyle \ell ((I^{n}M\cap M')/I^{n}M')\leq \chi _{M'}^{I}(n-1)-\chi _{M'}^{I}(n-k-1)}.
Cela donne la limite de degré souhaitée.

## Multiplicité
Si {\displaystyle A} est un anneau local de dimension de Krull {\displaystyle d}, et {\displaystyle I} un idéal {\displaystyle m}-primordiale, le coefficient dominant de son polynôme de Hilbert est de la forme {\displaystyle {\frac {e}{d!}}\cdot n^{d}} pour un entier {\displaystyle e}. Cet entier {\displaystyle e} est par définition la multiplicité de l'idéal {\displaystyle I}. Quand {\displaystyle I=m} est l'idéal maximal de {\displaystyle A}, on dit aussi {\displaystyle e} est la multiplicité de l'anneau local {\displaystyle A}.
La multiplicité d'un point {\displaystyle x} d'un schéma {\displaystyle X} est définie comme étant la multiplicité de l'anneau local correspondant {\displaystyle {\mathcal {O}}_{X,x}}.